# David Soria Solís
David Soria Solís (Madrid, 4 d'abril de 1993) és un futbolista professional madrileny que juga com a porter pel Getafe CF.

## Palmarès

### Club
Sevilla
- Lliga Europa de la UEFA: 2015–16

### Individual
- Lliga Europa de la UEFA: Equip de la temporada 2015–16[1]